# Xinzo de Limia
Xinzo de Limia – gmina w Hiszpanii, w prowincji Ourense, w Galicji, o powierzchni 132,67 km². W 2011 roku gmina liczyła 10 358 mieszkańców.